# Ghost (песня Джастина Бибера)
«Ghost»  — песня канадского певца Джастина Бибера. Песня вышла 10 сентября 2021 года в качестве шестого сингла с его шестого студийного альбома Justice. Бибер написал песню вместе с продюсерами Джоном Беллионом и группой Monsters & Strangerz (Джордан К. Джонсон и Стефан Джонсон), а также с Майклом Поллаком. В коммерческом плане песня «Ghost» достигла первого места в Сингапуре, вошла в десятку лучших в Канаде, Малайзии и США, а также вошла в топ-40 в девяти других странах.

## История
Бибер объяснил, что его целью при создании песни «Ghost» было «заставить людей почувствовать, что есть надежда и что травма и боль, которые вы чувствуете, не будут длиться вечно». В программе Zoom, посвящённой альбому Justice, он признал, что 2021 год «был действительно сложным годом, когда мы потеряли близких и отношения» во время пандемии COVID-19. Бибер сказал, что зачин песни «подходит для этой ситуации карантина», поскольку «мы не связаны и не соединяемся друг с другом», что, в свою очередь, «позволило нам иметь только эти воспоминания».
Соавтор и сопродюсер Джон Беллион также утверждает, что написал её в память о своей покойной бабушке.

## Композиция
«Ghost» это динамичная поп-рок-баллада, в которой электронная танцевальная музыка (EDM) сочетается с драм-н-бейсом. В ней используется акустическая гитара в стиле фолк, программированные ударные и EDM-синтезаторы. Вибрирующие ритмы песни уступают место струнам акустической гитары в припеве. Лирически песня посвящена горю, вызванному отсутствием любимого человека, при этом Бибер поёт: «Я соглашусь на твой призрак / Я скучаю по тебе больше жизни».

## Отзывы
Элисон Стюарт из The Washington Post назвала песню «Ghost» лучшей на альбоме Justice, написав, что эта «грохочущая баллада» «идеально подходит для уникальных проблем карантина». Аналогичным образом, критик поп-музыки Los Angeles Times Микаэль Вуд посчитал её одним из самых ярких моментов альбома, отметив, что ударные в песне «нагнетают неясные жуткие эмо-чувства». Джейсон Липшутц из Billboard поставил песню на девятое место в рейтинге лучших песен Justice, считая, что «Бибер исполнил здесь одну из лучших вокальных партий на альбоме и довёл концепцию до конца». Дэвид Смит из Evening Standard посчитал, что синтезаторы песни — один из многих музыкально приятных аспектов Justice. Уилл Лавин из NME написал, что трек «бьёт сильно, но смягчает удар целительный гитарный рифф». Анна Клара Рибейро из PopMatters посчитала песню самой интригующей на Justice с точки зрения продюсирования, уточнив, что «не столько из-за звуков, которые в ней преобладают», сколько «из-за того, где каждый из них размещён». Рибейро также назвал её хорошим лирическим моментом альбома. Бэби А. Гил из The Philippine Star считает, что песня «легко жонглирует горем и надеждой, изображая любовь навеки». Валери Маган из Consequence of Sound была менее позитивна в отношении трека, считая, что его «воздействие остаётся таким же бесплодным, как и образы».

## Коммерческий успех
После выхода альбома Justice, песня «Ghost» заняла 41 место в чарте Billboard Global 200. Она вошла в несколько рекордных чартов по всему миру, включая Австралию (53), Канаду (27), Данию (25), Португалию (114), Словакию (58) и Швецию (72). В США песня дебютировала на 66 месте в Billboard Hot 100 как один из 11 треков вошедших в чарт с альбома Justice. После продвижения на поп-радио в качестве сингла, песня достигла высшей позиции на девятом месте в Canadian Hot 100 и на 24-м месте в Billboard Global 200. В хит-параде Billboard Hot 100 от 19 февраля 2022 года песня «Ghost» поднялась на девятое место на 20-й неделе нахождения в чарте, получив 62 миллиона радиоэфирных прослушиваний, 7,9 миллиона потоков и 3400 продаж. Песня принесла Биберу 26-й хит в первой десятке и сделала его 11-м артистом по количеству синглов в первой десятке за всю историю чарта. Кроме того, это стало его самым долгим восхождением к первой десятке, превзойдя 18-недельное восхождение песни Скриллекс и Дипло «Where Are Ü Now» с участием Бибера в 2015 году. Песня также стала для Бибера 10-м номером один в Mainstream Top 40 (Pop Airplay), что является самым большим показателем среди мужчин-солистов в этом чарте (запуск в 1992 году), опередив Бруно Марса и уступая лишь группе Maroon 5 и певицам Кэти Перри и Рианне (у них по 11 чарттопперов). «Ghost» заняла самую высокую позицию в чарте в Сингапуре, достигнув первого места.

## Музыкальное видео
Премьера официального музыкального видеоклипа на песню «Ghost», режиссёром которого выступил Колин Тилли, состоялась 8 октября 2021 года.
Он совпал с выходом полного издания альбома Justice и документального фильма Justin Bieber: Our World на Amazon Prime Video. Актриса Дайан Китон сыграла в клипе роль бабушки Бибера. Бибер позвонил Китон и попросил её сняться в фильме, на что она приняла предложение и выразила свою симпатию к песне. Ранее Китон общалась с Бибером в 2015 году во время своего выступления на The Ellen DeGeneres Show и и призналась, что немного влюблена в него после того, как ей показали его кампанию с Calvin Klein. 6 октября 2021 года Бибер и Китон поделились тизером видео на своих соответствующих Instagram-аккаунтах. Говоря о своем опыте работы с Бибером, Китон сказала, что она была «дружеской, открытой, свободной и уникальной», добавив, что он «был добр ко всем, а его команда была совершенна». Хотя Китон никогда раньше не снималась в музыкальных клипах, она стала режиссёром двух из них для песен американской певицы Белинды Карлайл, «Heaven Is a Place on Earth» и «I Get Weak».
В начале клипа Бибер играет на пианино, отмечая вместе с Китон день рождения своего деда. Этот момент прерывается в следующей сцене, когда Бибер и Китон оплакивают смерть его деда на похоронах на берегу океана. Через два года после этого события. Бибер видит, что Китон все ещё тяжело переживает уход мужа. Он решает отвезти Китон на вечер в город, чтобы они попытались пережить своё горе. Бибер покупает для Китон платье от Гуччи, чтобы поднять ей настроение и они участвуют в таких развлечениях, как долгие прогулки по пляжу Вентура, выпивка, тосты и танцы в баре. Позже Бибер побуждает Китон снова ходить на свидания, пока она ищет подходящих холостяков в приложении для знакомств Slide. Затем Бибер везёт Китон на пляж в кабриолете, где она развеивает прах мужа в океане, а дельфины подпрыгивают, чтобы поприветствовать их. В конце клипа Бибер удивляет Китон, назначая ей свидание с новым мужчиной, который немного похож на её умершего супруга.

## Чарты
| Чарт (2021—2022)                       | Высшая позиция |
| -------------------------------------- | -------------- |
| Австралия (ARIA)                       | 11             |
| Австрия (Ö3 Austria Top 40)            | 75             |
| Бельгия/Фландрия (Ultratop 50)         | 32             |
| Канада (Billboard Canadian Hot 100)    | 9              |
| Канада (Billboard AC)                  | 7              |
| Канада (Billboard CHR/Top 40)          | 3              |
| Канада (Billboard Hot AC)              | 5              |
| Хорватия (HRT)                         | 13             |
| Чехия (Rádio — Top 100)                | 17             |
| Дания (Tracklisten)                    | 25             |
| Германия (GfK)                         | 79             |
| Мир (Billboard Global 200)             | 24             |
| Греция (IFPI)                          | 74             |
| Венгрия (Rádiós Top 40)                | 20             |
| Исландия (Plötutíðindi)                | 35             |
| Ирландия (IRMA)                        | 9              |
| Ливан (OLT20)                          | 2              |
| Литва (AGATA)                          | 78             |
| Малайзия (RIM)                         | 2              |
| Мексика Mexico Airplay (Billboard)     | 42             |
| Нидерланды (Dutch Top 40)              | 16             |
| Нидерланды (Single Top 100)            | 26             |
| Новая Зеландия (Recorded Music NZ)     | 18             |
| Португалия (AFP)                       | 78             |
| Сингапур (RIAS)                        | 1              |
| Словакия (Singles Digitál Top 100)     | 58             |
| ЮАР (RISA)                             | 46             |
| Швеция (Sverigetopplistan)             | 72             |
| Швейцария (Schweizer Hitparade)        | 83             |
| Великобритания (OCC UK Singles)        | 19             |
| США (Billboard Hot 100)                | 8              |
| США (Billboard Adult Contemporary)     | 12             |
| США (Billboard Adult Pop Airplay)      | 6              |
| США (Billboard Dance/Mix Show Airplay) | 6              |
| США (Billboard Pop Airplay) ·          | 1              |
| США Rolling Stone Top 100              | 32             |

| Чарт (2021)               | Позиция |
| ------------------------- | ------- |
| Нидерланды (Dutch Top 40) | 94      |

## Сертификации
| Регион                                                                      | Сертификация | Продажи   |
| --------------------------------------------------------------------------- | ------------ | --------- |
| Австралия (ARIA)                                                            | Платиновый   | 70 000    |
| Дания (IFPI Danmark)                                                        | Золотой      | 45 000    |
| Новая Зеландия (RMNZ)                                                       | Платиновый   | 30 000    |
| Норвегия (IFPI Norway)                                                      | Золотой      | 30 000    |
| Великобритания (BPI)                                                        | Серебряный   | 200 000   |
| США (RIAA)                                                                  | Платиновый   | 1 000 000 |
| Данные о продажах + прослушиваниях приведены только на основе сертификации. |              |           |

## История релиза
| Регион  | Дата             | Формат                 | Лейбл     | Ссылка |
| ------- | ---------------- | ---------------------- | --------- | ------ |
| Франция | 10 сентября 2021 | Contemporary hit radio | Universal | [ 76 ] |
| Италия  | 8 октября 2021   | Contemporary hit radio | Universal | [ 77 ] |